# 娥眉洲
娥眉洲（英語：Crescent Island）形狀呈U形，屬印洲塘範圍，是印洲塘三個島嶼中面積最小而最荒蕪的，島上沒有居民及任何設施。政府於1996年將印洲塘劃為海岸公園，而娥眉洲亦屬海岸公園的一部分。

## 環境
位於往灣洲東北方；白沙洲西南方。中間與往灣洲相隔直門海域。娥眉洲島上遍佈叢林，山中更寸步難行。西部有島上最高的山峰——紅花嶺，但要登上紅花嶺則需自行開路，披荊斬棘，才能到達山頂。娥眉洲形似U形，北部構成峨眉灣，珊瑚群落存育在U形內灣平靜水域，適合浮潛。灣中亦有一無名小島，遊客游泳時可到該小島休息。

## 交通
由於娥眉洲沒有碼頭，所以一般時間沒有渡輪開往此地。若要登遊此島，應跟隨旅行隊伍出發同行。

## 旅遊
島上沒有淡水供應，出發前應先自行準備食水，海邊有各種海洋生物如：水母、跳螺、寄居蟹、梭羅魚等。受《海岸公園及海岸保護區規例》保護，吸引不少潛水愛好者慕名而至，欣賞海底世界。

## 意外

### 紅鞋女擱淺事件
2015年3月22日，有釣魚人士發現有穿紅鞋女屍擱淺在一石灘上，屍首已嚴重腐爛，相信已死去多時；由於現場毗鄰內地水域，不排除女死者為內地人，死後隨水流漂至石灘。水警聯同消防趕往調查，初步證實女死者年約20歲至30歲，1.5米高，瘦身材，短黑髮，被發現時身穿粉紅色外套、黑色長褲、及穿一雙紅色皮鞋，但卻無任何身份證明文件，屍首已嚴重腐爛並傳出惡臭。

### 浮潛男遇溺事件
2016年8月28日，一名男子乘船觀光，其間於娥眉洲浮潛時遇溺，由友人合力救起，再由飛行服務隊直升機送院，惟搶救後不治。

### 海面女浮屍事件
2019年1月3日下午4時許，有漁民在娥眉洲海面發現一名女子，水警到場後證實該女子已死亡。警方經初步調查，相信案件沒有可疑。